# Campionati europei di 470 1981
I Campionati europei di 470 1981 si sono svolti a Morges, in Svizzera, dal 30 maggio al 7 giugno 1981.

## Podi
| Evento   | Oro                                   | Argento                                    | Bronzo                                    |
| 470 Open | Italia Tommaso Chieffi Enrico Chieffi | Germania Est Jörn Borowski Egbert Svensson | Italia Sandro Montefusco Paolo Montefusco |

## Medagliere
| Posiz. | Nazione      | Oro | Argento | Bronzo | Totale |
| ------ | ------------ | --- | ------- | ------ | ------ |
| 1      | Italia       | 1   | 0       | 1      | 2      |
| 2      | Germania Est | 0   | 1       | 0      | 1      |
| Totale | Totale       | 1   | 1       | 1      | 3      |